# Desmia naclialis
Desmia naclialis là một loài bướm đêm trong họ Crambidae.